# Карабетта, Брюно
Брюно́ Карабетта́ (фр. Bruno Carabetta; 27 июля 1966, Мюлуз) — французский дзюдоист полулёгкой весовой категории, выступал за сборную Франции в конце 1980-х — начале 1990-х годов. Бронзовый призёр летних Олимпийских игр в Сеуле, бронзовый призёр чемпионата мира, трёхкратный чемпион Европы, победитель многих турниров национального и международного значения.

## Биография
Брюно Карабетта родился 27 июля 1966 года в городе Мюлуз департамента Верхний Рейн. Активно заниматься дзюдо начал с раннего детства, проходил подготовку в Париже в столичном спортивном клубе Racing Club de France.
Первого серьёзного успеха на взрослом международном уровне добился в 1988 году, когда попал в основной состав французской национальной сборной и побывал на чемпионате Европы в испанской Памплоне, откуда привёз награду золотого достоинства, выигранную в полулёгкой весовой категории. Благодаря череде удачных выступлений удостоился права защищать честь страны на летних Олимпийских играх 1988 года в Сеуле — завоевал здесь бронзовую олимпийскую медаль, потерпев единственное поражение на стадии полуфиналов от корейца Ли Гён Гына, который в итоге стал олимпийским чемпионом.
После сеульской Олимпиады Карабетта остался в основном составе французской национальной сборной и продолжил принимать участие в крупнейших международных турнирах. Так, в 1989 году он одержал победу на европейском первенстве в Хельсинки и получил бронзу на чемпионате мира в Белграде. Год спустя в третий раз подряд завоевал титул чемпиона Европы, победил всех соперников на соревнованиях в немецком Франкфурте. В 1992 году поднялся в лёгкую весовую категорию и выиграл серебряную медаль на домашнем европейском первенстве в Париже — в решающем поединке был побеждён австрийцем Норбертом Хаймбергером.
Будучи одним из лидеров дзюдоистской команды Франции, Брюно Карабетта благополучно прошёл квалификацию на Олимпийские игры в Барселоне — на сей раз попасть в число призёров не сумел, занял в лёгком весе лишь пятое место. Вскоре по окончании этих соревнований принял решение завершить карьеру профессионального спортсмена, уступив место в сборной молодым французским дзюдоистам.